# Obersee (Osttirol)
Der Obersee ist ein Gebirgssee auf 2016 m ü. A., gelegen am Ende des Defereggentals am Staller Sattel in Osttirol.
Er ist etwa 600 m lang, an der breitesten Stelle 200 m breit und 27 m tief. Er befindet sich zwischen der Rieserfernergruppe im Norden und den Villgratner Bergen im Süden. Der See ist im Besitz der Gemeinde St. Jakob in Defereggen, auf deren Gebiet er liegt. Auf Südtiroler Seite auf 1642 m s.l.m. befindet sich der Antholzer See, auch Untersee genannt. Die Seen sind nicht miteinander verbunden.
Der Obersee wird aus Gebirgsbächen der umliegenden Gipfel wie dem Weißbach gespeist und entwässert an seinem nordöstlichen Ende in den Staller Almbach, der über die Schwarzach zur Isel fließt. Am Nordufer reicht ein Zirbenwald bis ans Ufer, zudem ist er eingebettet in größere Almrosenbestände. In der Nähe des Seeausflusses grenzen Niedermoore bis an das Ufer.
Der Obersee ist sehr fischreich. Neben Seesaibling, Bachforelle, Groppe und Elritze gibt es auch die dort eingesetzte Regenbogenforelle.
Archäologische Funde am Seeufer zeigen, dass die Gegend seit der Mittelsteinzeit begangen war. Seit 1048 war der Obersee zusammen mit dem Untersee und dem umliegenden Wald im Besitz des Hochstiftes Brixen, das die Gegend roden ließ und mehrere Jäger und Fischer beschäftigte. Da der See aber zu weit weg von Brixen lag, wurde er einem Fischer aus Antholz als Lehen überlassen. Bis ins 19. Jahrhundert blieb die Fischerei am Obersee von großer Bedeutung.
Im See fanden Taucher im Jahr 1999 einen etwa 1000 Jahre alten, aus Zirbelholz gefertigten Einbaum, der ursprünglich rund 5 m lang war. Dieser wurde ein Jahr später geborgen, restauriert und befindet sich nun im Talschaftsmuseum Zeitreise Defereggen in St. Jakob in Defereggen. Er diente vermutlich der Lehensfischerei im Auftrag der Brixner Bischöfe.
Der See ist Schauplatz des weltweit höchstgelegenen Drachenbootrennens, welches im Jahr 2014 zum 7. Mal ausgetragen wurde.